# Kirk Cameron
Kirk Cameron, född 12 oktober 1970 i Panorama City norr om Los Angeles, Kalifornien, är en amerikansk skådespelare. Han är bror till skådespelerskan Candace Cameron, som bland annat medverkat i Huset fullt.
Han började som barnskådespelare och är mest känd för sin roll som Mike Seaver i TV-serien Pappa vet bäst. Han gick inte i vanlig skola utan fick sin utbildning under inspelningen. Han träffade Chelsea Noble under inspelningen och de gifte sig 1991. Under 80-talet medverkade han även i en del filmer, som Sådan far, sådan son (1987) med Dudley Moore, och Listen to Me (1989). 
Cameron blev kristen under slutet av tonåren. Han har sedan mitten av 1990-talet nästan uteslutande medverkat i kristna filmer, såsom Left Behind-filmerna och Fireproof (2008). Den senare var en lågbudgetfilm som drog in mer än $33 miljoner på den amerikanska biomarknaden.
På senare år har han bedrivit evangelistisk verksamhet, bland annat med sin organisation "The Way of the Master", tillsammans med Ray Comfort. De har bland annat ett tv-program. Han är en ungjordskreationist (tror att universum är yngre än 10000 år) och har tillsammans med Comfort även debatterat Guds existens och evolutionsteorin med ateister från Rational Response Squad i en tv-sänd debatt. Cameron och Comfort är kända för att påstå att bananen motbevisar evolution. Liksom att det borde finnas blandningar av krokodiler och ankor om evolutionsteorin var sann. Har även distribuerat kopior av Darwins "Om arternas uppkomst" med borttagna stycken och tillagda kreationisttexter och påståenden. Cameron har också sagt att homosexualitet är onaturligt och destruktivt.
Cameron och hans fru driver välgörenhetsorganisationen Firefly Foundation, som anordnar läger för sjuka barn och deras familjer.
Han har även skrivit en självbiografi, Still Growing
Hans syster är Candace Cameron Bure.